# Pierre Meige
Pour les articles homonymes, voir Meige.
Pierre Meige, né le 23 avril 1956, est un auteur-compositeur-interprète, poète et écrivain français.

## Biographie
Il apprend le piano dès l'âge de 4 ans. Il joue les classiques, en premier lieu Bach et Mozart ; mais par goût, il va apprendre le jazz et la musique rock, qui l’influenceront pour le reste de sa vie. En 1975, il devient chanteur dans Bloodsuckers, groupe éphémère aux côtés de Jacno ou de Rikky Darling, musiciens rencontrés au Lycée Rodin dans le 13e arrondissement de Paris, et surtout pianiste de bar dans le quartier Saint-Germain-des-Prés. En 1980, il entame une carrière de chanteur solo et signe six albums avec la maison de disques RCA.
Son premier album toute la nuit, sorti en 1981, est enregistré au studio « le clos fleuri » par Didier Lozaic  et mixé au studio Davout. Ecrit avec son complice et ami, le parolier Yan Molin, Pierre Meige s’est notamment entouré de musiciens tels que Éric Serra à la guitare et aussi Yvonne Jones, Ann Calvert, Carole Fredericks entre autres qui assureront partie chœurs de cet album. Tout ce petit monde sera appelé « Pierre Meige & connection.
Son deuxième album Les années futures, sorti en 1984, est arrangé par Éric Serra et Manu Katché. Les chœurs sont assurés par la chanteuse américaine Carole Fredericks et la choriste Ann Calvert, qui deviendra plus tard sa compagne. Il est rejoint par la chanteuse française Buzy pour la chanson Les courants d'airs. Son premier single Vidéo-disquez-moi, sorti l'année précédente, fait partie de l'album.
Son single Chanteur français (pas fait exprès !) connaît un beau succès sur les ondes radios en 1985[non neutre].
Pierre Meige fait de nombreuses scènes. Il est programmé à l'ouverture de la première édition des Francofolies de La Rochelle en 1985. En mars de la même année, il se produit au Théâtre de la Ville.
Il joue à trois reprises au Printemps de Bourges, en 1984 , 1985 et 1990, et il monte à deux reprises sur la scène du Bataclan en 1989 et en 1991.
Avec Didier Daeninckx et Yan Molin, Pierre Meige a coécrit les paroles de la bande originale, interprétée par la chanteuse de jazz américaine Dee Dee Bridgewater, pour la série télévisée Novacek.
Pierre Meige a publié des ouvrages littéraires de genres très différents : polars, recueils poétiques, livres pour la jeunesse, essais, romans noirs et nouvelles fantastiques. Il tient également une rubrique dans le magazine littéraire Les Chemins de Traverse.
Il fut l'invité d'honneur de la huitième édition du Salon de la Poésie et de la Nouvelle de Vendôme, en septembre 2011.
Pierre Meige exerce la profession de musicothérapeute.

## Distinction
Il a été nommé Chevalier de l'Ordre national du Mérite par le Ministère des Affaires sociales en 2009.

## Discographie sélective
Albums
- Pierre Meige & connection - toute la nuit, RCA (1981)
- Les années futures, RCA (1983)
- Plus star que jamais,RCA BMG (1986)
- Strip au cœur, EPM (1989)
- Androgyne, compilation promo EPM (1988)
- Le parisianiste, EPM (1991)

Singles
- L'avion de nuit-moi, RCA (1982)
- Vidéo-disquez-moi, RCA (1983)
- J'veux mourir en été, single promo RCA (1983)
- Chanteur français (pas fait exprès !), RCA (1985)
- Plus star que jamais,RCA BMG (1986)
- La fille de Ponto-Combo, Disques Meys (1987)
- Où sont les filles, EPM (1988)
- Androgyne, EPM (1988)
- Strip au cœur, EPM (1989)
- Sape pas mon swing, EPM (1990)

Livres CD
- Les héros du périph', EPM (1992)
- Sans do mi sol fixe, autoédition (1996)
- De l’autre côté du périph', éditions Bérénice (2000)
- Dites-le avec des femmes, éditions du Bout de la Rue (2005)
- Dernières nouvelles du fond, éditions de l’Ours blanc (2009)

## Publications
Polars, romans noirs et fantastiques
- Gueule d’ange, édition du Bout de la Rue, 2005
- La Dame blanche, édition de l’Ours blanc, 2003
- 18 extrême rock, édition de l’Écailler du Sud, 2009

Recueils de poésie
- De l’autre côté du périph', édition Bérénice, 2001
- Dernières nouvelles du fond, édition de l’Ours blanc, 2007

Essais
- Les poètes du rock, édition de l’Ours blanc, 2005
- Manuel historique, poétique et féerique des Hauts-de-Seine, édition de l'Ours blanc, 2011

Recueils collectifs
- Culture pour tous, édition Bérénice
- Actes de naissance (recueil collectif pour le centenaire de la naissance de Raymond Queneau), éditions de la Passe du vent, 2003
- Noël noir, édition de l’Ours Blanc, 2003
- Bains douches, édition Arcadia, 2007

Livres de jeunesse
- Ma ville imaginaire (Livre CD), éditions Chapitre 12
- Quand ch’rai grand… ch’rai président (Livre CD), éditions Chapitre 12

Autres
- Et Vian / Revoilà Boris : hommage à Boris Vian, éditions Chapitre 12